# سماری
سماری (به فرانسوی: Semarey) یک کمون در فرانسه با جمعیت ۱۱۱ نفر است که در Canton of Pouilly-en-Auxois واقع شده‌است.